# Eddie Spears
Eddie (Edward) Spears (29 november 1982) is een Amerikaanse acteur. Zijn beide ouders zijn Indianen. Hij behoort tot de Sicangu Lakota (ook wel Sioux genaamd) Lower Brule Tribe uit South Dakota. Hij heeft vijf broers en een zus. Zijn broer Michael Spears is ook acteur.
Eddie Spears stond voor de eerste keer in de schijnwerpers toen hij op zijn 10de een rol had in de film Geronimo (1993).
Zijn grootste rol tot heden: Shane Chasing Horse in Dreamkeeper.
Toen hij gecast werd voor de hoofdrol in Black Cloud (2004), geregisseerd door Rick Schroder, trainde hij 3 maanden met de legendarische trainer Jimmy Gambia. De film vertelt het verhaal van een Navajo-bokser die traint voor de Olympische Spelen terwijl hij worstelt met geheimen uit het verleden. Een van de scènes is gefilmd in Las Vegas tijdens de Golden Gloves National Championship in 2003.
Eddie Spears spreekt Lakota en is opgevoed met de Indiaanse cultuur. Door zijn sterk gevoel voor de traditionele waarden werkt hij vaak als mentor voor de jeugd in zijn woonplaats in South Dakota. Daarnaast reist hij door de Verenigde Staten als spreker.

## Filmografie
- Comanche Moon (2008) (miniserie) ... Quanah Parker
- Bury My Heart at Wounded Knee (2007) (televisiefilm) ... Chasing Crane
- Into the West (2005) (miniserie) ... Red Lance
- Black Cloud(2004) ... Black Cloud
- The Making of 'Dreamkeeper ... Zichzelf
- Edge of America - On the Edge (Europese titel) (2003) (televisiefilm) ... Franklin
- Dreamkeeper (2003) (televisiefilm) ... Shane Chasing Horse
- The Slaughter Rule (2002) ... Tracy Two Dogs
- Geronimo (2003) (televisiefilm) ... Ishkiye